# Centrosoom
| Celbiologie |
| De dierlijke cel |
| --- |
| Animal Cell |
| Componenten van een dierlijke cel: 1. Nucleolus 2. Celkern 3. Ribosoom (blauwe puntjes) 4. Vesikel 5. Ruw endoplasmatisch reticulum 6. Golgicomplex 7. Cytoskelet 8. Glad endoplasmatisch reticulum 9. Mitochondrion 10. Vacuole 11. Cytosol 12. Lysosoom 13. Centrosoom 14. Celmembraan |
| Portaal Biologie |

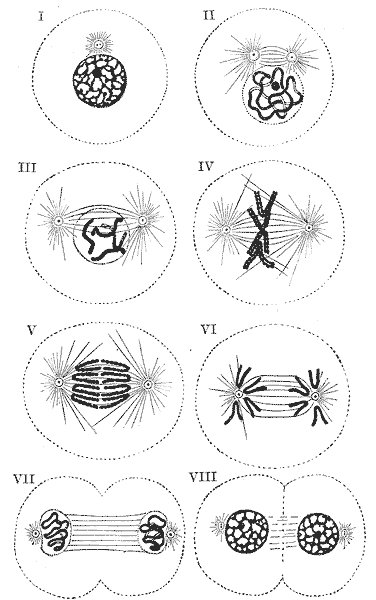
Schematische weergave van de ontwikkeling en de werking van de spoelfiguur (in grijs) bij de mitose - I: Interfase; II: Profase; III: Prometafase; IV: Metafase; V en VI: Anafase; VII: Telofase; VIII: Cytokinese

In dierlijke cellen ligt net buiten de kernenvelop het centrosoom  of spoellichaampje. Bij de kerndeling verdubbelt het centrosoom, waarna het zich langzaam naar één kant van de kern beweegt. Geleidelijk ontwikkelt zich in de buurt van elk van de centrosomen een structuur van draden, de spoelfiguur. Vroeger werd gedacht dat die uit de centrosomen kwam, maar het blijkt dat de draden ook ontstaan als er geen centrosomen aanwezig zijn. Als de centrosomen bij de dierlijke cel elk aan één kant van de kern aangekomen zijn, is er een netwerk van draden ontstaan dat de gehele kern omspant. Deze draden zorgen ervoor dat de chromosomen in de cel (die bij de celdeling los in het cytoplasma zitten) in het midden gehouden worden.

## Centriolen
In een dierlijke cel bestaat het centrosoom of spoellichaampje uit twee centriolen. Elk centriool wordt gevormd door negen groepen van telkens drie zeer dunne buisjes; de negen groepjes van drie microtubuli worden samen als triplet aangeduid. De centriolen liggen altijd loodrecht ten opzichte van elkaar. Ze hebben een nog onbekende functie bij de celdeling. Ook zonder centriolen kan een dierlijke cel zich delen. Tijdens de celdeling verdubbelen de centriolen zich in het begin van de profase, waarna elk paar zich tegelijkertijd met het centromeer langzaam naar één kant van de kern beweegt.

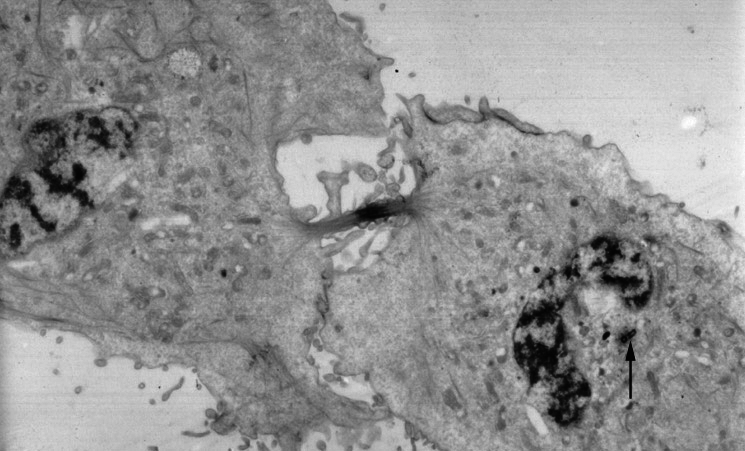
Een elektronenmicroscopische afbeelding van een delende dierlijke cel; de mitose is voltooid en de celdeling en cytokinese zijn bijna voltooid. De pijl wijst de plaats aan waar bij een van de celkernen een centrosoom nog zichtbaar is.
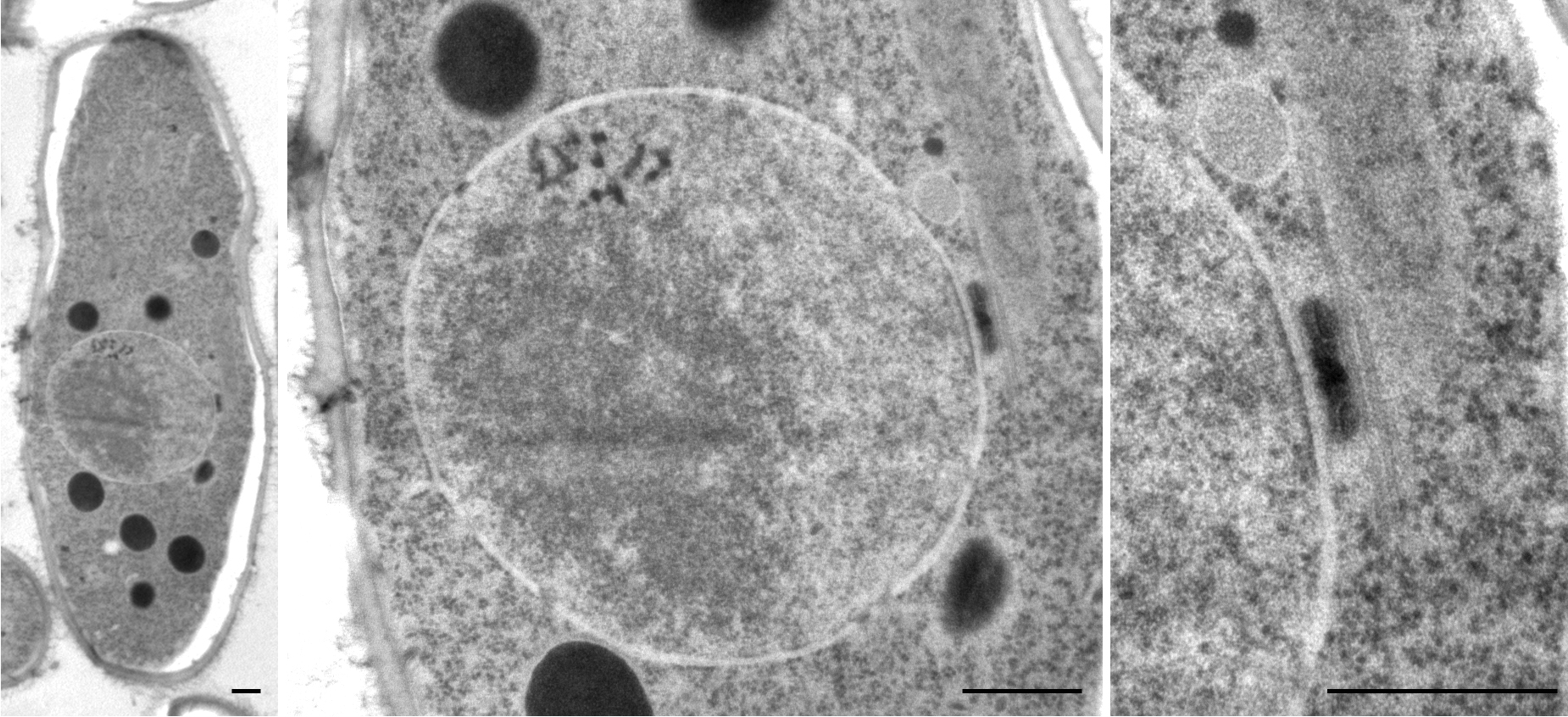
Centrosoom van Schizosaccharomyces pombe. Het streepje is 500 nm lang.

## Platwormen
Onderzoek gepubliceerd in het wetenschappelijke tijdschrift Science heeft uitgewezen dat veel platwormen geen centrosoom in hun cellen hebben en toch een normale celdeling lijken te hebben. Onduidelijk is dan ook wat de rol van een centrosoom is.